# Andrés Díaz Palomo

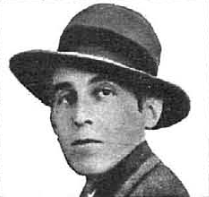
Andrés Díaz Palomo

Andrés Díaz Palomo (Casarrubuelos, c. 1899-ibíd., 1 de enero de 1945) fue un periodista y fotógrafo español.
Trabajó como repórter gráfico para numerosos periódicos madrileños, colaborando en medios como Ahora, Estampa o Informaciones, donde destacó por sus muchos trabajos y reportajes publicados.
En 1932 tomó una fotografía sin permiso de Santiago Ramón y Cajal, lo que provocó el enfado del científico.
Durante la guerra civil perteneció a los fotógrafos de la Junta Delegada de Defensa de Madrid. Según la ficha de 27 de enero de 1937, estaba soltero y vivía con su hermano mayor, Modesto (también periodista), en Paseo del Prado, 40, de Madrid.